# Starfish (entreprise)
Pour les articles homonymes, voir Starfish.
Starfish est un studio de développement de jeux vidéo japonais fondé en 1994 et basé à Ogikubo, Tokyo. Il est à l'origine de plus de 100 jeux vidéo parmi lesquels : Super Black Bass, Hooked! Real Motion Fishing, la série Elminage, Heavenly Guardian, Kameleon, le portage sur Game Boy Advance de Empire of Steel, etc.